# 上杉朝興
上杉 朝興（うえすぎ ともおき）は、戦国時代の武将・大名。扇谷上杉家当主。

## 略歴
長享2年（1488年）、上杉朝寧の子として誕生。叔父・上杉朝良の養子となる。
永正2年（1505年）、山内上杉家との抗争に敗れた養父・朝良は隠居を余儀なくされたため、朝興が家督を継いで扇谷上杉家の当主となるが、実権は依然として朝良が握っていた。永正15年（1518年）に朝良が死去し、実権を掌握するが、朝良には晩年になって実子・藤王丸が生まれており、朝良は死に臨んで藤王丸が成長した際に家督を譲るように遺言し、朝興は藤王丸の後見人（名代）のような立場になったとされている。
当初は、小弓公方足利義明や相模国の新興大名である北条氏綱と結んで山内上杉家と対峙していたが、大永3年（1523年）頃から氏綱と距離をおいて、山内上杉家との和議に動き始める。
大永4年（1524年）1月、朝興は突如、山内上杉家の上杉憲房との和睦を結ぶ、しかし時同じくして太田資高が北条氏綱に内応したため、北条軍に江戸城を攻撃される。朝興は「居ながら敵を請けなば、武略なきに似たり」と述べて高輪原で迎撃するが、敗退し江戸城を奪われて河越城に逃亡した。同年2月には資高の一族の太田資頼も氏綱に内応して岩付城を奪うが、7月には朝興に帰参したためそのまま岩付城に置かれている。
大永5年（1525年）2月には北条氏綱の反撃を受けて岩付城を攻め落とされ資頼は石戸城に一時退いた。このため、朝興は宿敵であった山内上杉家の上杉憲房や、甲斐国の都留郡において北条方と抗争していた守護・武田信虎、更に上総国の実力者である真里谷恕鑑との同盟を模索している。同年8月、白子原の戦いで北条勢を破り、翌大永6年（1526年）6月には蕨城を奪回した。また、翌大永7年（1527年）には、江戸城代・遠山直景の軍勢を迎撃して破り、その勢いで世田谷城・小沢城を攻略し、江戸城下を焼き払って河越城へ帰還した。
享禄3年（1530年）6月、小沢原の戦いでは氏綱の嫡男・北条氏康に敗れたが、同年9月には太田資頼の攻撃によって岩付城を奪回している。天文元年（1532年）、藤王丸を殺害（享年15）し、自らの子・朝定を正式に後継者にした。
天文2年（1533年）には武田信虎の嫡男・勝千代（晴信）の正室として娘を嫁がせるなど、山内上杉家・武田氏らと連携して北条氏綱を攻め、天文2年と天文4年には相模国まで侵攻して相模国東郡・中郡一帯を焼き払うなど、北条氏にとっても軍事的脅威であり続けた。しかし、遂に江戸城奪回を果たすことなく、天文6年（1537年）4月27日、河越城で病死した。享年50。跡を子の朝定が継いだ。